# Rolland Ehrhardt
Pour les articles homonymes, voir Ehrhardt et Ehrhardt (nom de famille).
Rolland Ehrhardt, né le 22 février 1941 à Thionville en Moselle annexée et mort le 3 janvier 2007 à Montpellier, est un footballeur français.

## Biographie
Après des débuts à La Sportive Thionvilloise, Rolland Ehrhardt rejoint le FC Metz alors en Division 2 au début des années 1960. Il remonte en Division 1 avant d'être demi-finaliste de la coupe de France la saison suivante (1961-62), toujours avec Metz. La saison messine se termine par une nouvelle rétrogradation en Division 2. 
Ailier ou milieu de terrain offensif (1,68 m, 68 kg), la vivacité et l'opportunisme de Rolland Ehrhardt lui valent ensuite d'être engagé par des clubs de Division 1 puis de Division 2. Il passe successivement par Angers, Lille, Marseille, Bastia. C'est avec ces deux derniers clubs, alors en Division 2, qu'il participe à deux nouvelles montées en Division 1 en 1966 et 1968.
La toute jeune AS Nancy-Lorraine vient ensuite le chercher durant la saison 1968-69. De nouveau, lors de l'exercice suivant, il participe à l'accession au sein de l'élite avec Nancy avant d'achever sa carrière professionnelle avec ce même club en 1972-73, portant au total le maillot nancéien à 88 reprises et marquant 17 buts de 1968 à 1972.
Rolland Ehrhardt ayant passé ses diplômes d'entraîneur vers la fin de sa carrière de joueur, il prend ensuite la direction technique des clubs de Saint-Dié puis de Thionville.
Rolland Ehrhardt se retire ensuite à Saint-Pargoire, dans l'Hérault.

## Carrière

### Joueur
- 1956-1959 : La Sportive Thionvilloise (Division d'Honneur)
- 1959-1962 : FC Metz (Division 2 puis Division 1)
- 1962-1964 : SCO Angers (Division 1)
- 1964-1965 : Lille OSC (Division 1)
- 1965-1967 : Olympique de Marseille (Division 2 puis Division 1)
- 1967-décembre 1968 : SEC Bastia (Division 2 puis Division 1)
- décembre 1968-1973 : AS Nancy-Lorraine (Division 2 puis Division 1)
- 1973-75 : SR Saint Dié (Division 3 puis Division 2)

- Premier match en Ligue 1 : le 19 août 1961 (Reims-Metz)
- Premier but en Ligue 1 : le 9 septembre 1961 (Metz-Nice)

### Entraîneur
- 1975-76 : SR Saint-Dié (Division 2)
- 1976-79 : La Sportive Thionvilloise (Division d'Honneur puis Division 3)

## Palmarès

### Joueur
- Champion de France de Division 2 en 1968 (SEC Bastia)
- Champion de France de 3e Division (Est) en 1975 (Saint Dié)
- Vice-champion de France de Ligue 2 en 1961 (FC Metz), 1966 (Olympique de Marseille) et 1970 (AS Nancy)
- Demi-finaliste de la Coupe de France 1962 (FC Nancy b. FC Metz 1-0, 1er avril 1962 à Strasbourg)

### Entraîneur
- Champion de Lorraine de Division d'Honneur en 1977 (La Sportive Thionvilloise)
- Champion de France de 3e Division (Est) en 1979 (La Sportive Thionvilloise)